# Wadie Haddad
Wadie Haddad (arabiska: وديع حداد), även stavat Wadi Haddad, född 1927 i Safed, död 28 mars 1978 i Östberlin, var en palestinsk terrorist och ledare för PFLP:s väpnade gren. Han var ansvarig för flera flygplanskapningar under 1960- och 1970-talen, bland annat kapningen av El Al Flight 426 i juli 1968 och flygkapardramat i Jordanien i september 1970. Haddad avled i Östberlin 1978 i sviterna av leukemi, men uppgifter gör gällande att han giftmördades av den israeliska säkerhetstjänsten Mossad.